# Mykotoxin

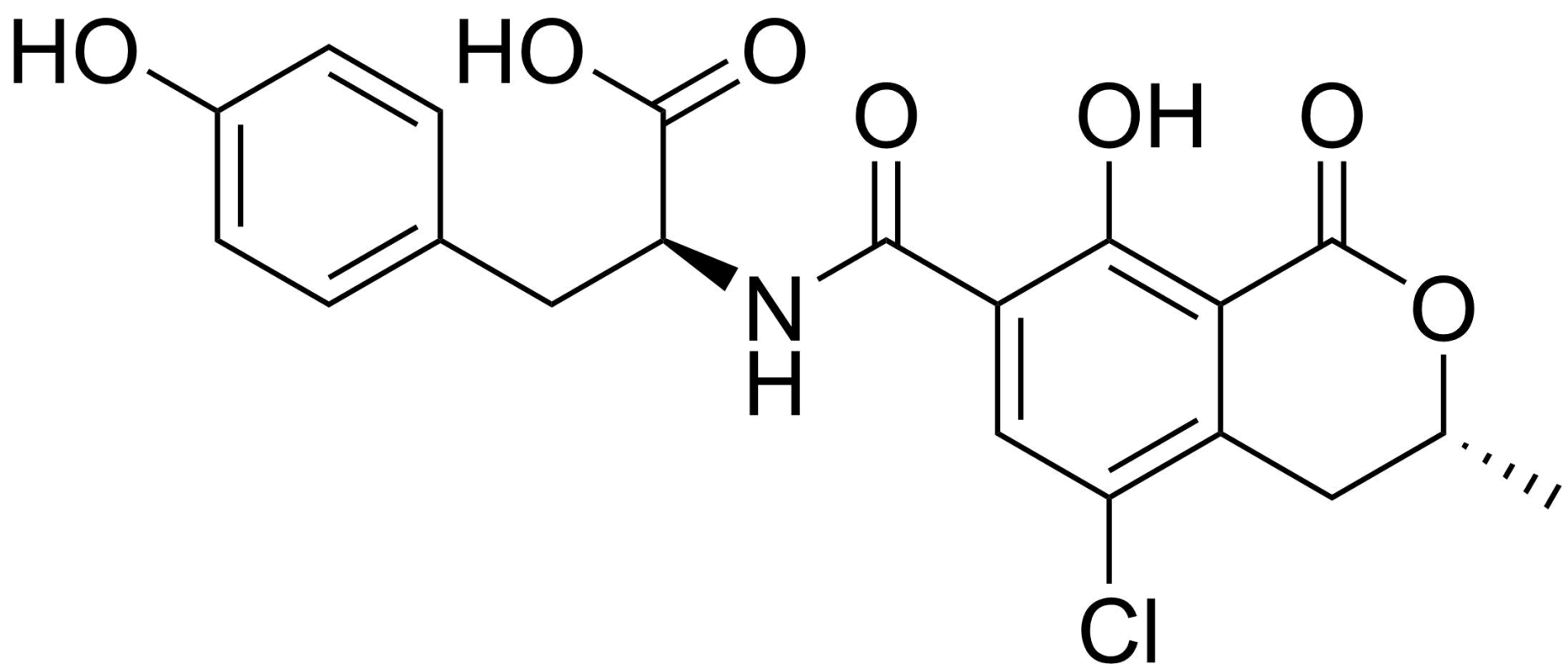
Znázornění struktury ochratoxinu

Mykotoxin je toxický metabolický produkt vláknitých mikromycetů (mikroskopické vláknité houby a plísně), který jim pomáhá v boji o potravu a přežití. Je toxický pro vyšší organismy včetně lidí, u kterých vyvolává akutní nebo chronické intoxikace. Název mykotoxin vznikl (v roce 1955) spojením řeckého výrazu „mykes“ pro houbu a latinského „toxicum“ pro jed.

## Popis
Mykotoxin je přírodní toxin, strukturně odlišná komplexní organická sloučenina nebílkovinné povahy s nízkou molekulovou hmotností. Je to sekundární toxický produkt, který není nezbytný pro růst a vývoj vláknitých mikroskopických hub, nemá význam pro ekonomii organismu a je různý podle formy života. Je odlišný od primárních produktů metabolismu jako jsou aminokyseliny, mastné kyseliny, nukleové kyseliny, proteiny či DNA a jsou v podstatě stejné pro téměř všechny živé organismy.
V současné době je známo přes 290 mykotoxinů, které mohou kontaminovat široké spektrum potravin a krmiv. Toxikologický výzkum mykotoxinů nadále probíhá a jejich počet se zvyšuje, jsou objevovány, popisovány a chemicky charakterizovány další nové a nové. Mykotoxiny jsou produkovány myceliem mikromycet a vylučovány do substrátu, mohou však také být obsažené ve sporách a takto kontaminovat životní prostředí.

## Škodlivost
Z celkového počtu současných asi 114 druhů mykotoxinů vyskytujících se v potravinách je jich asi 65 dáváno do souvislosti s toxickými syndromy projevující se u lidí a zvířat, které se souhrnně nazývají mykotoxikózy. Celkový účinek na organismus je závislý na typu toxinu, jeho dávce, délce působení a věku člověka, jeho výživě a aktuálního zdravotního stavu. Cílovými orgány mykotoxinů jsou u lidí především buňky jater, ledvin, plic a nervů, endokrinních žláz a buňky imunitního systému, některé mohou mít také mutagenní, teratogenní, karcinogenní a estrogenní účinky.

## Výskyt v potravinách
V potravinách se vyskytují především mykotoxiny aflatoxin, ochratoxin, zearalenon, fumonisin, trichothecen, deoxynivalenol a ergotamin, které se vyskytují v potravinách často i současně. Mykotoxiny se mohou vyskytovat nejen v potravinách rostlinného původu, ale i v potravinách živočišného původu (např. v mléce, mléčných výrobcích, masných výrobcích, vejcích), kam se dostávají cestou z kontaminovaných krmiv přes organismus hospodářských zvířat. Většina mykotoxinů je tepelně velmi stabilní a jejich obsah podstatně neklesá ani po technologickém zpracování surovin.

## Ochrana
Množství mykotoxinů v potravinách z vypěstovaných surovin závisí mj. do značné míry na průběhu počasí v konkrétní vegetační sezoně a dále je ovlivněno předplodinou, způsobem zpracování půdy, stupněm náchylnosti odrůdy, provedením fungicidní ochrana i úrovní výživy.
Pro ochranu lidí a zvířat jsou stanovené jejich povolené hodnoty v potravinách a krmivech.
Pro jejich zjištění se nejčastěji používá kapalinová nebo plynová chromatografie s různými druhy detektorů a imunochemická metoda ELISA. V České republice je množství mykotoxinů v potravinách limitováno vyhláškou 298/97 Sb.